# Doge
För andra betydelser, se Doge (olika betydelser).

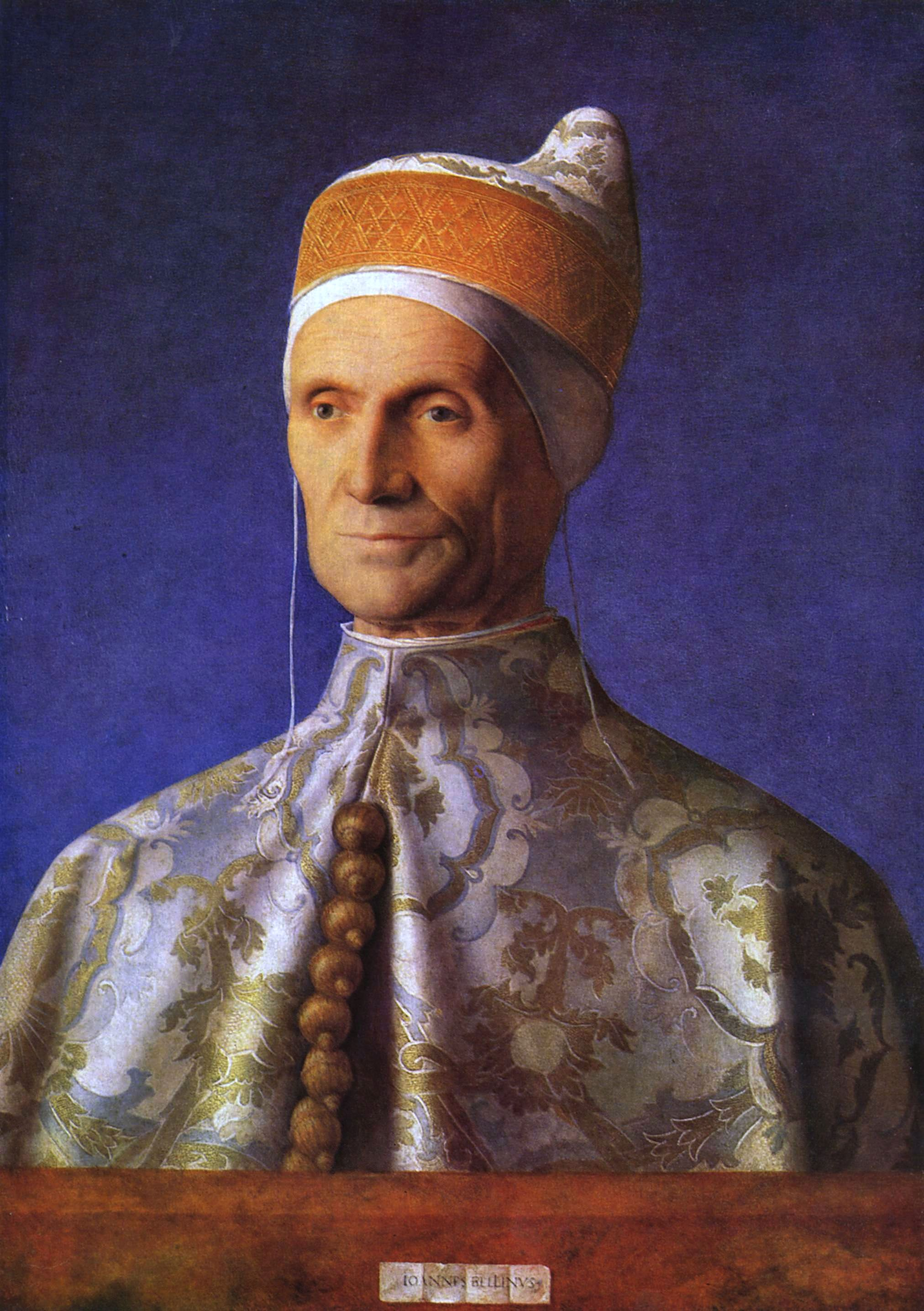
Leonardo Loredan (1501) - Doge av Venedig, målning av Giovanni Bellini.

Doge (svenskt uttal [doːʂ] då:sch eller [doːdjɛ] då:dje; venetiansk form av italienska duce, av latinets dux ’ledare’) var titeln på den person som innehade det högsta ämbetet i de historiska stadsstaterna Venedig, Amalfi och Genua.
Den första dogen valdes redan 697 i Venedig och i Genua 1339. Både Genua och Venedig intogs av franska trupper 1797 och de bägge dogerna föll. I Genua kom dock dogevärdigheten att återupprättas under en kort period 1802-05.
I Venedig valdes dogen ursprungligen på livstid och hade en närmast absolut makt. Dogen valdes av folket men kandidaterna till dogeämbetet kom från Venedigs mäktigaste familjer. Med tiden urholkades dogens makt och från 1172 delade han på makten med sex rådgivare, vilka tillsammans utgjorde stadens signoria. Valet av doge kom att tas över av ett utskott i det stora rådet och för att minska de mäktiga aristokratiska familjernas makt blev dogevalet från 1268 en mycket komplicerad process. Dogeämbetet reducerades alltmer till en närmast ceremoniell post.
I Genua valdes dogen till en början av folket på livstid men 1528 begränsades ämbetstiden till två år. Samtidigt övergick valet av dogen till stadens råd.
Hans gemål kallades dogaressa.

### Fotnoter
1. ↑  Italian states to 1861 P-V WorldStatesmen.org, läst 7 april 2011